# Musepack
Musepack (o MPC) è un formato di compressione audio open source a perdita di dati (lossy). Presenta molte analogie con lo standard MP3, ma la sua qualità è migliore a parità di bitrate. È noto anche come MPEGplus, MPEG+ o MP+.
Le origini di MPC risalgono al 1997, quando Andree Buschmann iniziò a lavorare a questo progetto. In seguito è stato portato avanti da Frank Klemm, viene curato dal Musepack Development Team (MDT) con il contributo dello stesso Frank Klemm. I codec sono disponibili sulle piattaforme Microsoft Windows, Linux e macOS, assieme ai plugin per un buon numero di programmi.
In passato, Musepack è stato sospettato di violare svariati brevetti software (MP2, PNS, subband). Secondo gli sviluppatori, tutto il codice brevettato è stato ormai rimosso; secondo altri è presente una violazione del brevetto PNS.
Musepack è ottimizzato principalmente per l'encoding con un bitrate di 175–185 kb/s. Pochissimi miglioramenti sono stati fatti per i bitrate inferiori (come 128 kb/s). Nonostante tutto, numerosi test hanno verificato una buona resa in tutti i livelli di bitrate.
Il più indicativo è avvenuto nel 2004: una serie di prove d'ascolto condotte con il metodo del "doppio cieco"  ha dimostrato che Musepack e Ogg Vorbis erano i due migliori codec per la compressione con bitrate attorno a 128 kbit/s, battendo MP3, AAC, WMA e ATRAC.